# Macon megye (Illinois)
Macon megye az Amerikai Egyesült Államokban, azon belül Illinois államban található. Megyeszékhelye és legnagyobb városa Decatur. Lakosainak száma 103 998 fő (2020. április 1.). Macon megye DeWitt, Piatt, Moultrie, Shelby, Christian, Sangamon és Logan megyékkel határos.

## Népesség
A megye népességének változása:
| Lakosok száma | 110 752 | 110 571 | 109 978 | 109 278 | 107 303 | 103 998 |
|               | 2010    | 2011    | 2012    | 2013    | 2015    | 2020    |